# Bahnstrecke Châteauroux–La Ville-Gozet
| Bahnhofsvorplatz Chateaumeillant, vor 1900. |                      |                                                                                               |                                                                         |
| Streckennummer (SNCF): | 696 000              |                                                                                               |                                                                         |
| Kursbuchstrecke (SNCF): | 127, 128             |                                                                                               |                                                                         |
| Streckenlänge: | 102,6 km             |                                                                                               |                                                                         |
| Spurweite: | 1435 mm (Normalspur) |                                                                                               |                                                                         |
| Maximale Neigung: | 10 ‰                 |                                                                                               |                                                                         |
| |                      |                                                                                               |                                                                         |
| \| \| \| Bahnstrecke Les Aubrais-Orléans–Montauban-Ville-Bourbon von Montauban über Brive-la-Gaillarde \| \| \| \| \| \| \| \| \| 265,8 \| Bahnstrecke Joué-lès-Tours–Châteauroux von Joué-l-Tours \| Bahnstrecke Joué-lès-Tours–Châteauroux von Joué-l-Tours \| \| \| \| Tramways de l’Indre (Meterspur) nach Valençay \| \| \| \| 262,3264,1 \| Châteauroux \| 154 m \| \| \| \| \| \| \| \| 263,3 \| Bahnstrecke Les Aubrais-Orléans–Montauban-Ville-Bourbon nach Orléans \| Bahnstrecke Les Aubrais-Orléans–Montauban-Ville-Bourbon nach Orléans \| \| \| \| \| \| \| \| 267,7 \| La Forge-de-l’Isle \| La Forge-de-l’Isle \| \| \| \| D 943 (ehem. N 14) \| \| \| \| 275,4 \| Ardentes \| Ardentes \| \| \| 282,0 \| Fourche-Jeu-les-Bois \| Fourche-Jeu-les-Bois \| \| \| 286,1 \| Mers (Indre) \| Mers (Indre) \| \| \| 288,2 \| Filaines \| Filaines \| \| \| 294,4 \| Nohant-Vic \| Nohant-Vic \| \| \| \| Bahnstrecke La Châtre–Guéret von Guéret \| \| \| \| 298,3 \| Beginn Entwidmung \| Beginn Entwidmung \| \| \| 298,8 \| La Châtre \| 206 m \| \| \| \| Indre \| \| \| \| \| D 943 (ehem. N 14) \| \| \| \| \| D 940 (ehem. N 140) \| \| \| \| \| D 943 (ehem. N 14) \| \| \| \| 303,0 \| Briantes \| Briantes \| \| \| \| \| \| \| \| \| Bahnstrecke Champillet-Urciers–Lavaufranche nach Lavaufranche \| \| \| \| \| \| \| \| \| 311,8 \| Champillet-Urciers \| Champillet-Urciers \| \| \| ~315,0 \| Département Indre / Cher \| Département Indre / Cher \| \| \| 318,5 \| Châteaumeillant \| ~253 m \| \| \| \| D 943E (ehem. N 14) \| \| \| \| \| S.E. (1 m) nach Saint-Amand-Montrond-Orval ü. Marçais \| \| \| \| 330,0 \| Culan \| ~280 m \| \| \| ~330,6 \| D 997 (ehem. N 697) \| D 997 (ehem. N 697) \| \| \| \| Arnon (~140 m) \| \| \| \| 334,0 \| La Cour-Vesdun \| La Cour-Vesdun \| \| \| ~335,7 \| Département Cher / Allier \| Département Cher / Allier \| \| \| ~338,7 \| La Porcheresse \| 340 m \| \| \| 340,2 \| Saint-Désiré \| 335 m \| \| \| 345,0 \| Courçais \| 308 m \| \| \| 354,0 \| La Chapelaude \| La Chapelaude \| \| \| ~325,6 \| Bahnstrecke Bourges–Miécaze von Bourges \| Bahnstrecke Bourges–Miécaze von Bourges \| \| \| ~325,9 \| ehem. Werksanschl. und Chemin de fer à Ficelle \| ehem. Werksanschl. und Chemin de fer à Ficelle \| \| \| ~326,0 \| D 943 (ehem. N 14) \| D 943 (ehem. N 14) \| \| \| 364,9326,1 \| La Ville-Gozet \| 204 m \| \| \| \| \| \| \| \| 327,1 \| Bahnstrecke Montluçon–Saint-Sulpice-Laurière von Saint-Sulpice-Laurière \| Bahnstrecke Montluçon–Saint-Sulpice-Laurière von Saint-Sulpice-Laurière \| \| \| \| \| \| \| \| ~326,2 \| D 745 (ehem. N 145) \| D 745 (ehem. N 145) \| \| \| 327,2 \| Cher (90 m) \| Cher (90 m) \| \| \| 327,6 \| Montluçon-Ville \| 207 m \| \| \| \| Depot Montluçon \| \| \| \| 328,4 \| Bahnstrecke Montluçon–Moulins von Moulin \| Bahnstrecke Montluçon–Moulins von Moulin \| \| \| 328,7 \| Ligne de Montluçon à Gouttières nach Goutières \| Ligne de Montluçon à Gouttières nach Goutières \| \| \| \| Bahnstrecke Bourges–Miécaze nach Miécaze \| \| |                      |                                                                                               |                                                                         |
| |                      | Bahnstrecke Les Aubrais-Orléans–Montauban-Ville-Bourbon von Montauban über Brive-la-Gaillarde |                                                                         |
| |                      |                                                                                               |                                                                         |
| Abzweig geradeaus und von links | 265,8                | Bahnstrecke Joué-lès-Tours–Châteauroux von Joué-l-Tours                                       | Bahnstrecke Joué-lès-Tours–Châteauroux von Joué-l-Tours                 |
| U-Bahn-Strecke von rechts (außer Betrieb) · Strecke |                      | Tramways de l’Indre (Meterspur) nach Valençay                                                 | Tramways de l’Indre (Meterspur) nach Valençay                           |
| U-Bahn-Kopfbahnhof Streckenende · Bahnhof | 262,3264,1           | Châteauroux                                                                                   | 154 m                                                                   |
| |                      |                                                                                               |                                                                         |
| Abzweig ehemals geradeaus und nach links | 263,3                | Bahnstrecke Les Aubrais-Orléans–Montauban-Ville-Bourbon nach Orléans                          | Bahnstrecke Les Aubrais-Orléans–Montauban-Ville-Bourbon nach Orléans    |
| |                      |                                                                                               |                                                                         |
| Haltepunkt / Haltestelle (Strecke außer Betrieb) | 267,7                | La Forge-de-l’Isle                                                                            | La Forge-de-l’Isle                                                      |
| Bahnübergang (Strecke außer Betrieb) |                      | D 943 (ehem. N 14)                                                                            | D 943 (ehem. N 14)                                                      |
| Bahnhof (Strecke außer Betrieb) | 275,4                | Ardentes                                                                                      | Ardentes                                                                |
| Haltepunkt / Haltestelle (Strecke außer Betrieb) | 282,0                | Fourche-Jeu-les-Bois                                                                          | Fourche-Jeu-les-Bois                                                    |
| Bahnhof (Strecke außer Betrieb) | 286,1                | Mers (Indre)                                                                                  | Mers (Indre)                                                            |
| Bahnhof (Strecke außer Betrieb) | 288,2                | Filaines                                                                                      | Filaines                                                                |
| Bahnhof (Strecke außer Betrieb) | 294,4                | Nohant-Vic                                                                                    | Nohant-Vic                                                              |
| Abzweig geradeaus und von rechts (Strecke außer Betrieb) |                      | Bahnstrecke La Châtre–Guéret von Guéret                                                       | Bahnstrecke La Châtre–Guéret von Guéret                                 |
| | 298,3                | Beginn Entwidmung                                                                             | Beginn Entwidmung                                                       |
| Bahnhof (Strecke außer Betrieb) | 298,8                | La Châtre                                                                                     | 206 m                                                                   |
| Strecke unter Wasserlauf Anfang Hochstrecke (Strecke außer Betrieb) |                      | Indre                                                                                         | Indre                                                                   |
| Strecke (außer Betrieb) |                      | D 943 (ehem. N 14)                                                                            | D 943 (ehem. N 14)                                                      |
| Brücke (Strecke außer Betrieb) |                      | D 940 (ehem. N 140)                                                                           | D 940 (ehem. N 140)                                                     |
| Bahnübergang (Strecke außer Betrieb) |                      | D 943 (ehem. N 14)                                                                            | D 943 (ehem. N 14)                                                      |
| Bahnhof (Strecke außer Betrieb) | 303,0                | Briantes                                                                                      | Briantes                                                                |
| |                      |                                                                                               |                                                                         |
| Abzweig geradeaus und von rechts (Strecke außer Betrieb) |                      | Bahnstrecke Champillet-Urciers–Lavaufranche nach Lavaufranche                                 | Bahnstrecke Champillet-Urciers–Lavaufranche nach Lavaufranche           |
| |                      |                                                                                               |                                                                         |
| Bahnhof (Strecke außer Betrieb) | 311,8                | Champillet-Urciers                                                                            | Champillet-Urciers                                                      |
| Grenze (Strecke außer Betrieb) | ~315,0               | Département Indre / Cher                                                                      | Département Indre / Cher                                                |
| Bahnhof (Strecke außer Betrieb) · U-Bahn-Kopfbahnhof Streckenanfang | 318,5                | Châteaumeillant                                                                               | ~253 m                                                                  |
| Brücke (Strecke außer Betrieb) |                      | D 943E (ehem. N 14)                                                                           | D 943E (ehem. N 14)                                                     |
| Strecke · U-Bahn-Strecke nach links (außer Betrieb) |                      | S.E. (1 m) nach Saint-Amand-Montrond-Orval ü. Marçais                                         | S.E. (1 m) nach Saint-Amand-Montrond-Orval ü. Marçais                   |
| Bahnhof (Strecke außer Betrieb) | 330,0                | Culan                                                                                         | ~280 m                                                                  |
| Bahnübergang (Strecke außer Betrieb) | ~330,6               | D 997 (ehem. N 697)                                                                           | D 997 (ehem. N 697)                                                     |
| Brücke über Wasserlauf (Strecke außer Betrieb) |                      | Arnon (~140 m)                                                                                | Arnon (~140 m)                                                          |
| Haltepunkt / Haltestelle (Strecke außer Betrieb) | 334,0                | La Cour-Vesdun                                                                                | La Cour-Vesdun                                                          |
| Grenze (Strecke außer Betrieb) | ~335,7               | Département Cher / Allier                                                                     | Département Cher / Allier                                               |
| Kulminations-/Scheitelpunkt (Strecke außer Betrieb) | ~338,7               | La Porcheresse                                                                                | 340 m                                                                   |
| Bahnhof (Strecke außer Betrieb) | 340,2                | Saint-Désiré                                                                                  | 335 m                                                                   |
| Bahnhof (Strecke außer Betrieb) | 345,0                | Courçais                                                                                      | 308 m                                                                   |
| Bahnhof (Strecke außer Betrieb) | 354,0                | La Chapelaude                                                                                 | La Chapelaude                                                           |
| Abzweig ehemals geradeaus und von links | ~325,6               | Bahnstrecke Bourges–Miécaze von Bourges                                                       | Bahnstrecke Bourges–Miécaze von Bourges                                 |
| Abzweig geradeaus und ehemals von links | ~325,9               | ehem. Werksanschl. und Chemin de fer à Ficelle                                                | ehem. Werksanschl. und Chemin de fer à Ficelle                          |
| Brücke | ~326,0               | D 943 (ehem. N 14)                                                                            | D 943 (ehem. N 14)                                                      |
| Bahnhof | 364,9326,1           | La Ville-Gozet                                                                                | 204 m                                                                   |
| |                      |                                                                                               |                                                                         |
| Abzweig geradeaus und von rechts | 327,1                | Bahnstrecke Montluçon–Saint-Sulpice-Laurière von Saint-Sulpice-Laurière                       | Bahnstrecke Montluçon–Saint-Sulpice-Laurière von Saint-Sulpice-Laurière |
| |                      |                                                                                               |                                                                         |
| Brücke | ~326,2               | D 745 (ehem. N 145)                                                                           | D 745 (ehem. N 145)                                                     |
| Brücke über Wasserlauf | 327,2                | Cher (90 m)                                                                                   | Cher (90 m)                                                             |
| Bahnhof | 327,6                | Montluçon-Ville                                                                               | 207 m                                                                   |
| Abzweig geradeaus und nach rechts |                      | Depot Montluçon                                                                               | Depot Montluçon                                                         |
| Abzweig geradeaus und nach links | 328,4                | Bahnstrecke Montluçon–Moulins von Moulin                                                      | Bahnstrecke Montluçon–Moulins von Moulin                                |
| Abzweig geradeaus und ehemals nach links | 328,7                | Ligne de Montluçon à Gouttières nach Goutières                                                | Ligne de Montluçon à Gouttières nach Goutières                          |
| |                      | Bahnstrecke Bourges–Miécaze nach Miécaze                                                      |                                                                         |

Die Bahnstrecke Châteauroux–La Ville-Gozet ist eine normalspurige, eingleisige, 101 km lange Eisenbahnstrecke in Frankreich. Sie verbindet in Nordwest-Südost-Richtung die beiden Eisenbahnknoten Châteauroux im Département Indre an der Bahnstrecke Les Aubrais-Orléans–Montauban-Ville-Bourbon mit La Ville-Gozet, heute ein in der Industrialisierung entstandener Vorort von Montluçon am linken Ufer der Cher im Département Allier, an der Bahnstrecke Bourges–Miécaze. Sie ist die zweite Hälfte der Verbindung von Tours, deren Verlängerung mit der Bahnstrecke Joué-lès-Tours–Châteauroux noch heute bedient wird. Die Strecke war etwas mehr als 100 Jahre für den Verkehr geöffnet.

## Geschichte
| Abschnitt                           | StK  | Eröffnung  | Zustand 2016          |
| ----------------------------------- | ---- | ---------- | --------------------- |
| Châteauroux – Ardentes              | 13,1 | 08.01.1882 | aufgelassen seit 2004 |
| Ardentes – La Châtre                | 23,4 | 08.01.1882 | aufgelassen           |
| La Châtre – Champillet-Urciers      | 13,0 | 21.09.1884 | entwidmet             |
| Champillet-Urciers – La Ville-Gozet | 53,1 | 21.09.1884 | entwidmet seit 1991   |

Konzessionär für diese Strecke war die Compagnie des chemins de fer de la Vendée. Bald nach der Zuteilung der Konzession am 24. März 1874 geriet die Gesellschaft in finanzielle Schwierigkeiten. Am 9. Juni 1877 wurde sie unter Zwangsverwaltung gestellt. Im Frühsommer 1877 wurde sie per Gesetz an den Staat zurückgekauft, um Schäden von den Gläubigern zu vermeiden und die im Bau befindliche Infrastruktur bald möglichst nutzen zu können. Unter der Regie der staatlichen Eisenbahnverwaltung wurde der erste Abschnitt zwischen Châteauroux und La Châtre am 8. Januar 1882 eingeweiht.
Eine andere Bahngesellschaft, die Compagnie du chemin de fer de Paris à Orléans (PO), die wesentlich finanzkräftiger war und bereits zahlreiche angrenzende Strecken erfolgreich betrieb, zeigte Interesse, diese Strecke in ihren Bestand zu übernehmen. Am 28. Juni 1883 wurde ein entsprechender Vertrag zwischen der Staatlichen Eisenbahnverwaltung und der PO unterzeichnet und am 20. November formal genehmigt. Die Eröffnung der Gesamtstrecke erfolgte zum 22. September 1884.